# Пјетретаљијате Суд (Трапани)
Пјетретаљијате Суд је насеље у Италији у округу Трапани, региону Сицилија.
Према процени из 2011. у насељу је живело 37 становника. Насеље се налази на надморској висини од 35 м.